# Богин, Георгий Исаевич
Гео́ргий Иса́евич Бо́гин (23 декабря 1929, Ленинград (ныне Санкт-Петербург) — 10 октября 2001, Тверь) — советский и российский филолог, лингвист, герменевт, педагог, был хорошо знаком[что?] с психолингвистикой.
Профессор, доктор филологических наук, заслуженный деятель науки Российской Федерации, автор более 300 научных работ, основатель Тверской герменевтической школы. Главный редактор журнала «Герменевтика в России»/«Hermeneutics in Russia», инициатор международных конференций «Понимание и рефлексия в коммуникации, культуре и образовании».

## Биография
Г. И. Богин родился 23 декабря 1929 года в семье инженера и врача  в Ленинграде, во время войны жил с матерью в эвакуации в Копейске и Челябинске. В 1945 году вернулся в Ленинград.
Окончив среднюю школу, в 1946—1951 годах учился в Ленинградском (ныне Санкт-Петербургский) государственном университете (английская группа романо-германского отделения филологического факультета), который окончил с отличием. 
В 1951—1954 годах работал учителем в школе № 3 Туркестано-Сибирской железной дороги.
В 1954—1957 годах обучался в аспирантуре Ленинградского педагогического института.
В 1957—1958 годах работал референтом-переводчиком в Институте цитологии Академии наук СССР.
С 1958 года до конца жизни Богин преподавал в высшей школе и занимался научной работой (первая публикация — 1958).
В 1958-65 годах работал старшим преподавателем кафедры английского языка Башкирского университета (Уфа). (Ныне Уфимский университет науки и технологий).
В 1965—1974 годах работал заведующим кафедрой английского языка Кокчетавского педагогического института. Во время работы в Кокчетаве защитил (1966) диссертацию на соискание учёной степени кандидата педагогических наук,  получил (1968) учёное звание доцента.
С 1974 до конца жизни жил в Калинине (позже Твери) и работал на кафедре английской филологии Калининского (позже Тверского) государственного университета. В 1985 году защитил диссертацию на соискание учёной степени доктора филологических наук,  в 1988 году получил учёное звание профессора.
С 1990 года по инициативе Богина и Г. П. Щедровицкого в Твери проводятся ежегодные международные конференции «Понимание и рефлексия в коммуникации, культуре и образовании» (после смерти Богина также известные как «Богинские чтения»).
С 1997 года до конца жизни Богин был главным редактором основанного им электронного журнала «Герменевтика в России»/«Hermeneutics in Russia».
В 1999 году Богину присвоено почётное звание «Заслуженный деятель науки Российской Федерации».
Богин с энтузиазмом участвовал в организации и проведении разнообразных научных мероприятий в различных городах СССР, а в постсоветский период также и дальнего зарубежья. представлял отечественную герменевтику в Варшаве, Вене, Дортмунде, Чикаго. За месяц до кончины принял участие в Европейском коллоквиуме по лингвистике в Словении.
Богин умер 10 октября 2001 года в Твери.
Богин был женат (1951) единственным браком на С. К. Кукушкиной. Сын Василий (педагог, деятель образования) и дочь Елена (музыкант, музыковед, японовед).

## Педагогическая деятельность
Под руководством Богина подготовлено 4 докторских и 19 кандидатских успешно защищённых диссертаций. Неформальный коллектив учеников и младших коллег Богина известен как Тверская школа филологической герменевтики (Тверская герменевтическая школа).
- Кандидатские диссертации

1. Лихачёв О. И. Намеренные отклонения от нормативного употребления слов и предложений как филологическая проблема: дисс. на соискание…канд. филологических наук (10.02.04). (Калининский университет, 1985).
2. Крюкова Н. Ф. Метафора как средство понимания содержательности текста: дисс. на соискание…канд. филологических наук (10.02.19). (Московский университет, 1989).
3. Галеева Н. Л. Понимание текста оригинала как компонент деятельности переводчика художественной литературы: дисс. на соискание…канд. филологических наук (10.02.19). (Ленинградский университет, 1991).
4. Левинтова Е. Н. Опыт построения лингвистической теории жанра: дисс. на соискание…канд. филологических наук (10.02.19). Московский лингвистический университет, 1991).
5. Оборина М. В. Понятие «Импликационная и экспликационная тенденции текстопостроения» как средство интерпретации текста: дисс. на соискание. канд. филологических наук (10.02.19). (Московский лингвистический университет), 1993 г.
6. Имаева Е. З. Ритм прозы как средство улучшения понимания неявно данных смыслов текста (на материале английской, русской и башкирской прозы): дисс. на соискание канд. филологических наук (10.02.19). (Московский лингвистический университет, 1993).
7. Карманова З. Я. Проблема оптимизации научно-технических текстов: дисс. на соискание канд. филологических наук (10.02.19). (Московский лингвистический университет, 1993).
8. Васильева О. Ф. Понимание художественного текста в условиях обучения русскому языку как иностранному: дисс. на соискание канд. педагогических наук (10.02.19). (Московский университет, 1995).
9. Богатырев А. А. Текстовая эзотеричность как средство оптимизации художественного воздействия: дисс. на соискание канд. филологических наук (10.02.19). (Тверской университет, 1996).
10. Колодина Н. И. Художественная деталь как средство текстопостроения, вовлекающее читателя в рефлективный акт: дисс. на соискание канд. филологических наук (10.02.19). Тверской университет, 1997).
11. Перелыгина Е. М. Катартическая функция текста. (Тверской университет, 1998).
12. Соловьева И. В. Типология герменевтических ситуаций в действиях реципиента текста. (Тверской университет, 1999).
13. Бушев А. Б. Языковые особенности текстов, используемых в психотерапевтической коммуникации. (Тверской университет, 2000).
14. Нефёдова Н. В. Синтаксическая усложненность как средство пробуждения рефлексии. (Тверской университет, 2000).
15. Соваков Б. Н. Стимулирование значащих переживаний средствами текста. (Тверской университет, 2001).
16. Фролов К. А. Языковая специфика текстов художественной прозы для детей. (Тверской университет, 2003, соруководитель Н. Ф. Крюкова).
17. Львова Ю. А. Функции дидаскалий в освоении содержательности драматургического текста. (Тверской университет, 2006, соруководитель Н. Ф. Крюкова).
18. Шахин О. В. Динамика перевыражения экзистенциальных евангельских смыслов в художественном тексте: на материале идеологически маркированных текстов А. Фадеева. (Тверской университет, 2008, соруководитель Н. Ф. Крюкова).

- Докторские диссертации

1. Галеева Н. Л. Деятельностная теория перевода (Екатеринбург, 1999).
2. Крюкова Н. Ф. Метафоризация и метафоричность как параметры рефлективного действования при продукции и рецепции текста (МГЛУ, 2000).
3. Макеева М. Н. Риторическая программа продуцента как основа герменевтического действования реципиента (Кубанский ун-т, 2000).
4. Васильева О. Ф. Методика интерпретационного типа в практике обучения русскому языку как иностранному (МГУ, 2000).

Ряд учеников Богина, защитивших дипломы, подготовленные под его руководством, защитили или готовят к защите диссертации, подготовленные под руководством других учёных. Некоторые его ученики в той или иной степени практикуют филологическую герменевтику во внеакадемических позициях (как Т. Е. Заботина, занимающаяся вопросами религиозной педагогики в структурах Русской православной церкви, многие переводчики, практикующие специалисты в области деловой коммуникации).

## Избраннаябиблиография
Г. И. Богин — автор более 300 научных трудов (собрания сочинений не существует). Наиболее полным образом филолого-герменевтические взгляды Богина представлены в его последней книге «Обретение способности понимать».

### Монографии
- Уровни и компоненты речевой способности человека. — Калинин: КГУ, 1975. — 106 с.
- Противоречия в процессе формирования речевой способности. — Калинин: КГУ, 1977. — 84 с.
- Относительная полнота владения вторым языком. — Калинин: КГУ, 1978. — 54 с.
- Современная лингводидактика. — Калинин: КГУ, 1980. — 61 с.
- Филологическая герменевтика. — Калинин: КГУ, 1982. — 86 с.
- Типология понимания текста. — Калинин: КГУ, 1986. — 86 с.
- Схемы действий читателя при понимании текста. — Калинин: КГУ, 1989. — 70 с.
- Субстанциальная сторона понимания текста. — Тверь: ТвГУ, 1993. — 137 с.
- Интерпретация текста: Учебно-методические материалы для студентов IV курса ДО и V курса ОЗО отделения английского языка ф-та РГФ. — Тверь: ТвГУ, 1995. — 38 с.
- Обретение способности понимать: Введение в филологическую герменевтику. — Издано: М.: Психология и Бизнес ОнЛайн, 2001—516 c. (Текст: «Обретение способности понимать: Введение в филологическую герменевтику»)
- Обретение способности понимать: работы разных лет. В 2 тт. — Тверь: Твер. Гос. Ун-т, 2009. — 260+156 с.

### Избранные[кем?]статьи
В материалах, представленных в Российскую коммуникативную ассоциацию, в качестве своих самых значительных статей Богиным названы:
- Интерпретация текста: Учебно-методические материалы для студентов IV курса ДО и V курса ОЗО отделения английского языка ф-та РГФ. — Тверь: ТвГУ, 1995. — 38 с.
- Интенциональность как направленность рефлексии // Мысли о мыслях. — Новосибирск: СО РАН, 1995. — Том III: Интеллектуальные системы: освоение и развитие. — Часть 2: Семиотические структуры мышления. — С. 86-102
- Некультурная коммуникация // Человек говорящий: Язык, культура, познание. — М.: Ин-т языкознания РАН и др., 1995. — С. 70-85.
- Система смыслов в тексте как пространство значащих переживаний // Филология — Philologica (Краснодар), 1995, № 8. — С. 7-11.
- Паремиологические средства пробуждения рефлексии (К народной педагогике якутов и бурят) // Язык — миф — культура народов Сибири. — Якутск: ЯГУ, 1996. — C. 137—154.
- Представление Л. Н. Толстого об идеальном художественном текстопроизводстве. // Понимание как усмотрение и построение смыслов. Тверь: ТвГУ, 1996. — Часть 1. — С. 45-59.
- Значащие переживания как необходимая часть системы смыслов. Hermeneutics in Russia/ Герменевтика в России, 1997, № 3.
- Субстанция интенционального акта носителя языка. // Hermeneutics in Russia/Герменевтика в России, 1997, № 3.
- Типология и система техник понимания текста. // Hermeneutics in Russia/ Герменевтика в России, 1998, № 1.
- Герменевтика и народное образование // Научно-методич. сборник [ГорОНО]. — Тверь, 1998.
- Две стихии понимания — духовная и техничная // Studia methodologica Тернопіль, 1998.
- Тексты, возникшие в ходе языковой игры // Филология, 1998, 14. — Краснодар.
- Текст эстрадной песни как предмет социолингвистической и социопедагогической интерпретации // Шетел тілдерін окутудын лингвистикалык мэсэлелері. — Кокшетау 1999 , с. 47 — 56.
- Начальные уровни развития языковой личности школьника как формат для определения успешности его филологической подготовки (Пособие для методиста и учителя). Часть 1.
- Источники неявной динамики текста // Англистика. Anglistica. — Тверь: ТвГУ, 1999, — С. 9-23.
- Выработка аксиологически грамотного отношения к тексту как одна из задач прикладной лингвистики // Аударманын тіл теориясынын жэне колданбалы лінгвистиканын сурактары. — Кокшетау, 2000.
- Техники понимания — общелингвистическая и общефилологическая проблема // Веснік Гродзенскага дзяржаўнага ўніверсітэта. — Серія 1, номер 3 (5), 2000. — С. 118—125.
- The reflective experiences of the human body in Modernism and Postmodernism  (недоступная ссылка с 12-05-2013 [4329 дней]) - Erlangen, 2000.
- Методологическое пособие по интерпретации художественного текста (для занимающихся иностранной филологией) (недоступная ссылка)  (недоступная ссылка с 12-05-2013 [4329 дней]).
- Methodological Problems of Understanding Texts of Culture // Rozważania metodologiczne: Język — literatura — teatr. — Warszawa: Uniwersytet, 2000. P. 130—149.
- Understanding as Freedom, as Culture, as Techniques (недоступная ссылка) // RSCI Journal of Systematic Philosophy. Vol. 3, № 1.
- Герменевтически и риторически ориентированная методика обучения // Русский язык за рубежом. — М., 2000. — С. 72-82.
- Intention, Intending, Intentionality, Intentionalism and Anti-Intentionalism: Travelling Concepts // Travelling Concepts: Meaning. [Materials of the Conference: Amsterdam, March 7-9,2001]. — Amsterdam, 2001 — P. 9-16.
- Представление Е. Д. Поливанова о дивергенции и современные концепции художественного текстопостроения // Е. Д. Поливанов и его идеи в современном освещении. — Сб. статей. — Смоленск: СГПУ, 2001. — С. 133—143.
- Школа рефлексии и рефлективности // Методология современной лингвистики: Проблемы, поиски, перспективы. — Барнаул, 2000. — С. 41-51.
- Methodological Problems of Understanding Good Literature // Poetic Theory (e-journal) (Edited by William Allegrezza) 2000.
- Относительность границ между национальными менталитетами в свете концепции межкультурной коммуникации // Культура мира: Перспективы на рубеже XX века. — Тверь: IREX, ТвГУ, 2001. — С. 51-55
- Умственное воспитание ритуальными средствами // Ритуал в пространстве культуры: М-лы междунар. форума 26 февраля — 7 марта 2001 г. — СПб 2001, С. 22-25.
- Чтение Толстого — школа рефлексии и рефлективности // Духовное наследие Л. Толстого и современность: XXVI Толстовские чтения. — Том 2. — Тула: ТГПУ и др., 2000. — С. 107—119.
- Рефлексия как условие усмотрения художественной идеи // Взаимодействие музыки с другими искусствами. — Челябинск, 2000. — С. 29-42.